# Xi'an Aircraft Industrial Corporation
A Xi'an Aircraft Industrial Corporation (西安飞机工业) é uma fabricante chinesa de aeronaves de uso civil e militar com sede em Xi'an, na província de Shaanxi. É atualmente subsidiária da AVIC contando com aproximadamente 17.000 funcionários

## Produtos

### Turboélices
- Xian MA60, turboélice comercial
- Xian MA600, turboélice comercial
- Xian MA700, turboélice comercial (em desenvolvimento)

### Bombardeio
- Xian H-8, bombardeio pesado (cancelado)
- Xian JH-7 Flying Leopard, bombardeio bimotor
- Xian H-6, variante do Tupolev Tu-16

### Traino
- Y-7H avião de treinamento

### Partes
- ACAC ARJ21 Xiangfeng, asas e fuselagem

### Transporte
- Yun-7 (Y-7), turboélice de transporte militar
- Yun-14 (Y-14), turboélice de transporte militar
- Xi'an Y-20, turbofan quadrimotor militar[2][3]